# 马乐丁·斯特雷
马乐丁·斯特雷（斯洛文尼亚语：Martin Strel，1954年10月1日—），出生于斯洛文尼亚南部的莫克罗诺格，斯洛文尼亚极限马拉松游泳爱好者。
1992年他在28小时内成功地游完了长达105千米的卡尔卡河。次年，他又以16小时的时长游完了斯洛文尼亚南部与克罗地亚形成边界的库帕河62千米的全程。2000年他因能够成功地在58天内游完全长2860千米的多瑙河与德国境内一支流而创下了新的3004千米的国际游泳长度纪录。2001年7月他又创下了新的一个国际游泳纪录，也就是在多瑙河504千米的河段进行了长达84:10小时的不停游泳。2002年他在68天内游完了全长3885千米的密西西比河全程。2003年，他游完了阿根廷境内全长1930千米的巴拉那河。2004年6月10日至6月30日他成功地游完了中国长江4003千米的江流，40天后抵达上海长江入海口处，省了他估计的一天时程。他在2007年2月1日至4月8日间游完世界第二长河流，南美洲5265千米长的亚马逊河，比大西洋北美洲与欧、非大陆的最宽宽度还要长，是又一次新的国际游泳纪录。 世界第一长的尼罗河曾被某些舆论者提出过让马乐丁·斯特雷去游，但他本人说他认为游尼罗河的全长是任何人都做不到的目标；而斯特雷在游完亞馬遜河之後，尼羅河似乎對他沒有吸引力，他表示「尼羅河水流平穩，挑戰不夠。而亞馬遜河較雄壯相比難纏許多。」。
当他进行这类挑战自我身体极限的耐力游泳运动时，他每天会在河岸上休息5小时，然后继续游泳，这样做短时间的睡眠可以防止他的肌肉不会过多钝弱，再次入水时不会抽筋。在他每次完成一项游泳项目后，他需要5至6个月的时间才能把他的身体恢复到地面生活的原始状态。
| 年代   | 水系                 | 完成全长(千米) | 完成时间       |
| ------ | -------------------- | -------------- | -------------- |
| 1992年 | 卡尔卡河             | 105            | 28小时         |
| 1993年 | 库帕河               | 62             | 16小时         |
| 1993年 | 长江武汉段           | 7.2            | 46分8秒        |
| 1994年 | Lignano-Ravenna      | 162.5          | 55小时11分     |
| 1995年 | Caorle-Umag          | 56             | 55小时11分     |
| 1996年 | 卢布尔雅那-bazen     | 78             | 24小时         |
| 1996年 | 苏黎世-bazen         | 41.2           | 12小时         |
| 1996年 | Benetke-Portorož     | 100            | 41小时11分     |
| 1997年 | 英吉利海峡           | 35.2           | 16小时28分5秒  |
| 1997年 | 地中海非洲至欧洲     | 78             | 29小时36分57秒 |
| 1998年 | 苏黎世               | 43             | 12小时         |
| 1998年 | Ponce-Terracina      | 53             | 不详           |
| 1998年 | 穆拉河斯洛文尼亚段   | 36             | 3小时20分      |
| 1998年 | 卢布尔雅那河         | 25             | 5小时45分      |
| 1999年 | Koper-Gradež-Benetke | 100            | 36小时30分     |
| 1999年 | Gardsko jezero       | 65             | 21小时27分35秒 |
| 2000年 | 多瑙河               | 3004           | 58天           |
| 2001年 | 多瑙河               | 504.5          | 84小时10分     |
| 2002年 | 密西西比河           | 3797           | 68天           |
| 2003年 | 巴拉那河             | 1930           | 24天           |
| 2004年 | 长江                 | 4003           | 50天           |
| 2005年 | 沃尔塔瓦河           | 364            | 7天            |
| 2006年 | 德拉瓦河             | 400            | 7天            |
| 2007年 | 亞馬遜河             | 5265           | 66天           |

他曾说他自己的格言是：

我为和平，友谊和清澈的水而游。

(斯洛文尼亚语：Plavam za mir, prijateljstvo in čiste vode.)